# نیلوفر ارغوانی
نیلوفر ارغوانی(نام علمی: Ipomoea purpurea) نام یک گونه از سرده نیلوفر پیچ است.

## نگارخانه

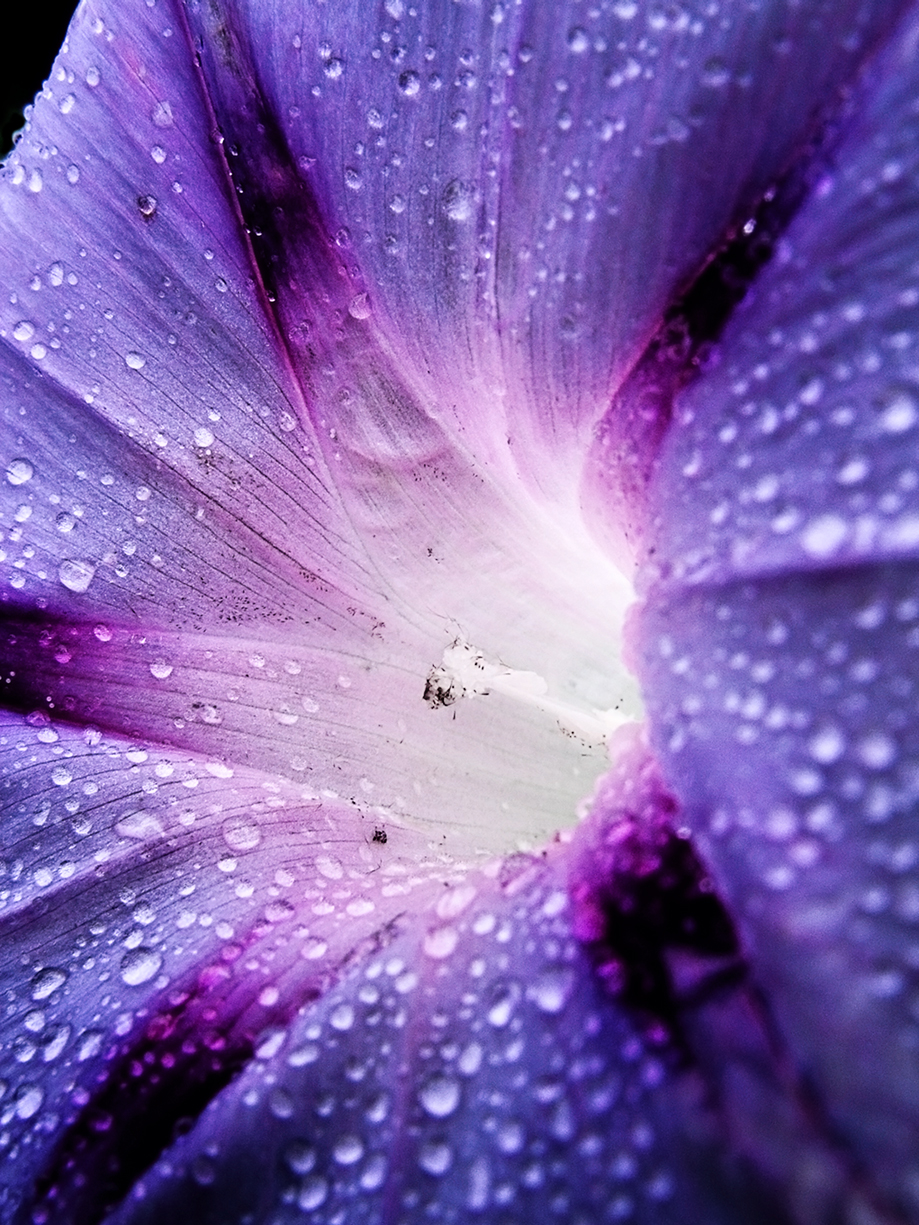
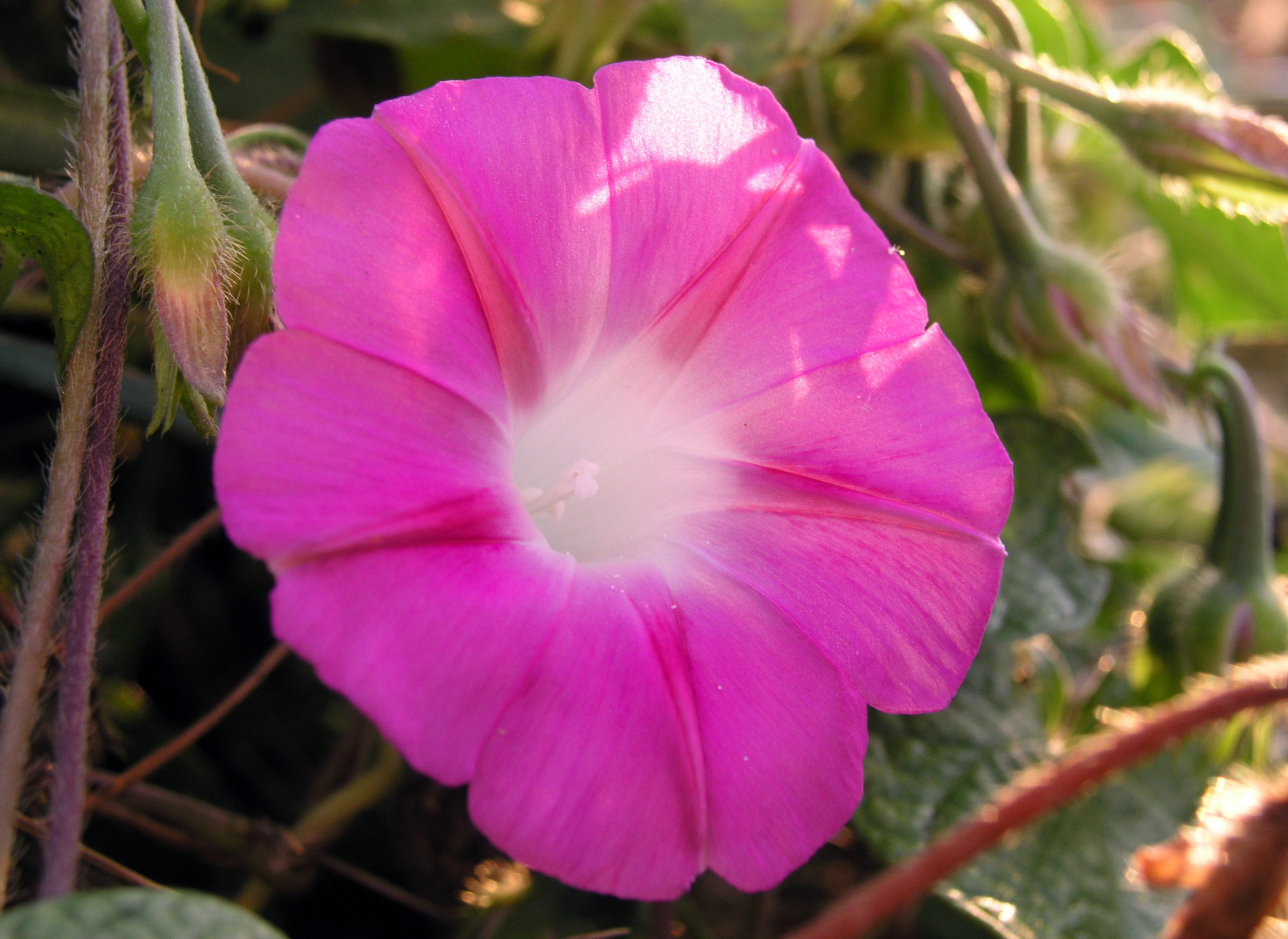
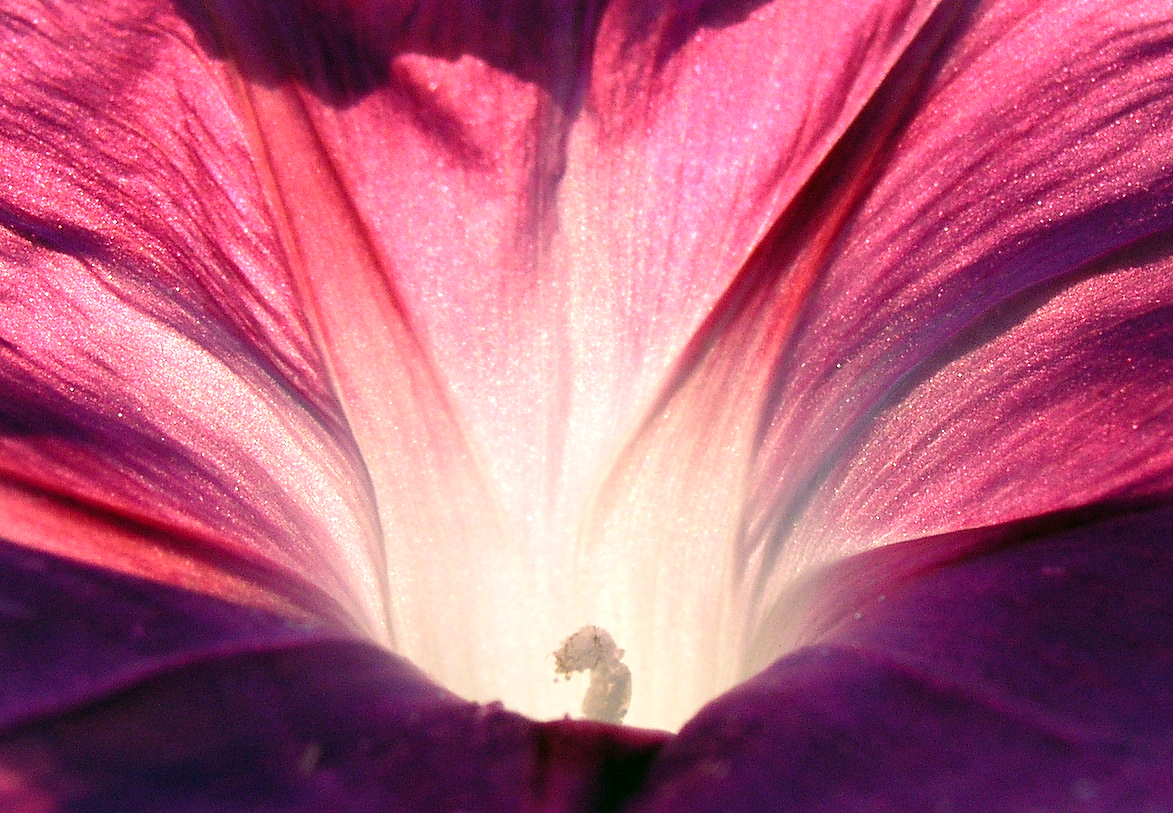
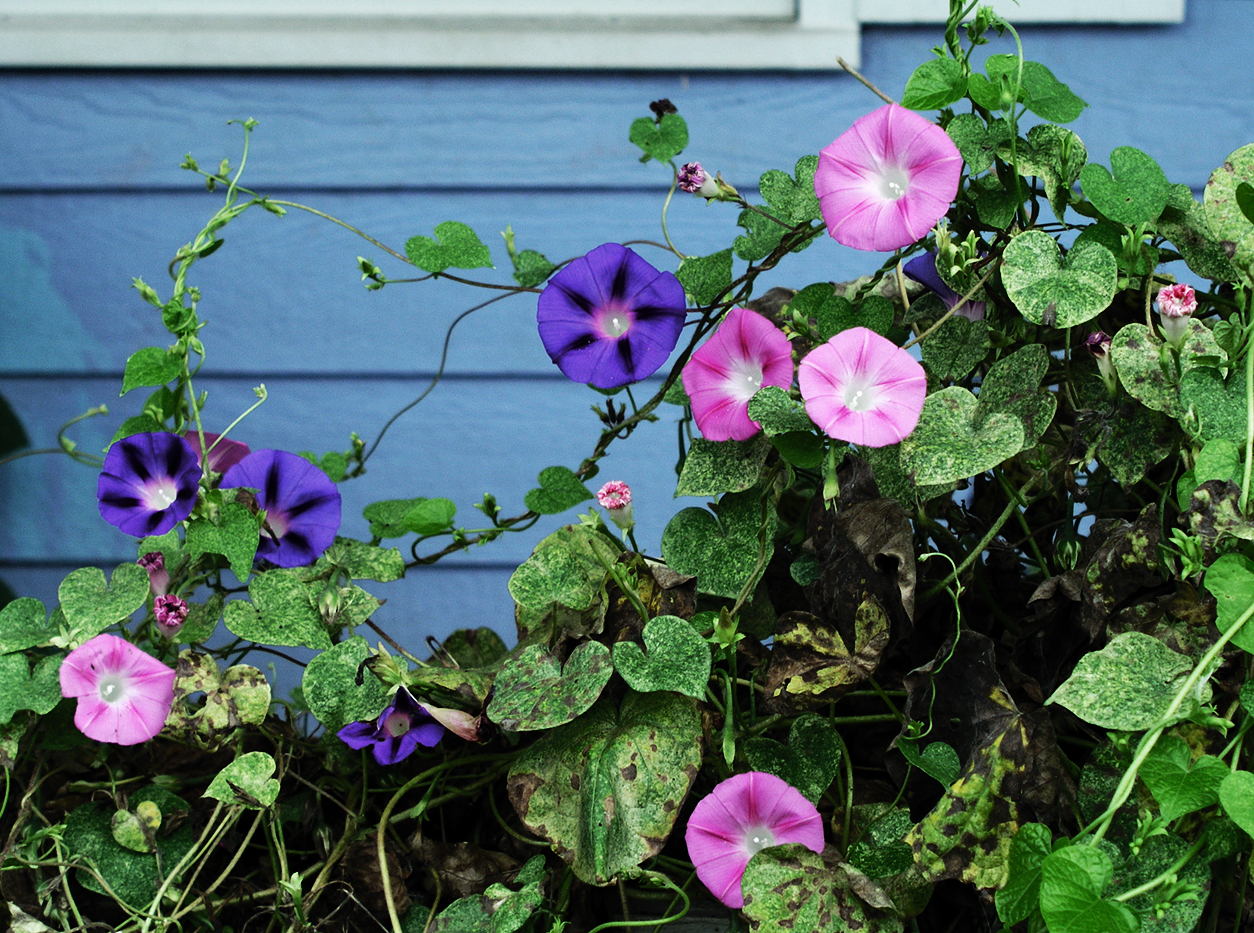
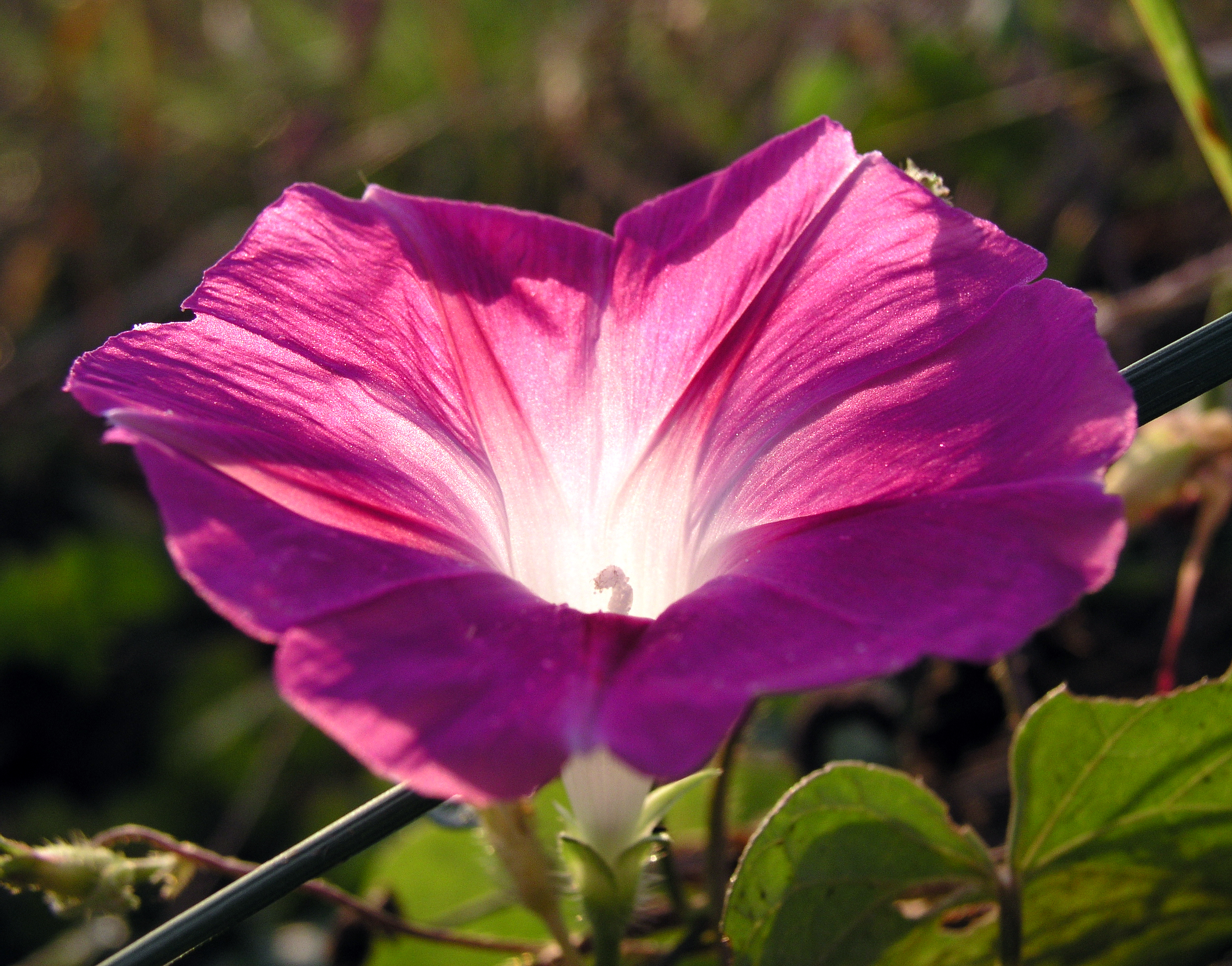
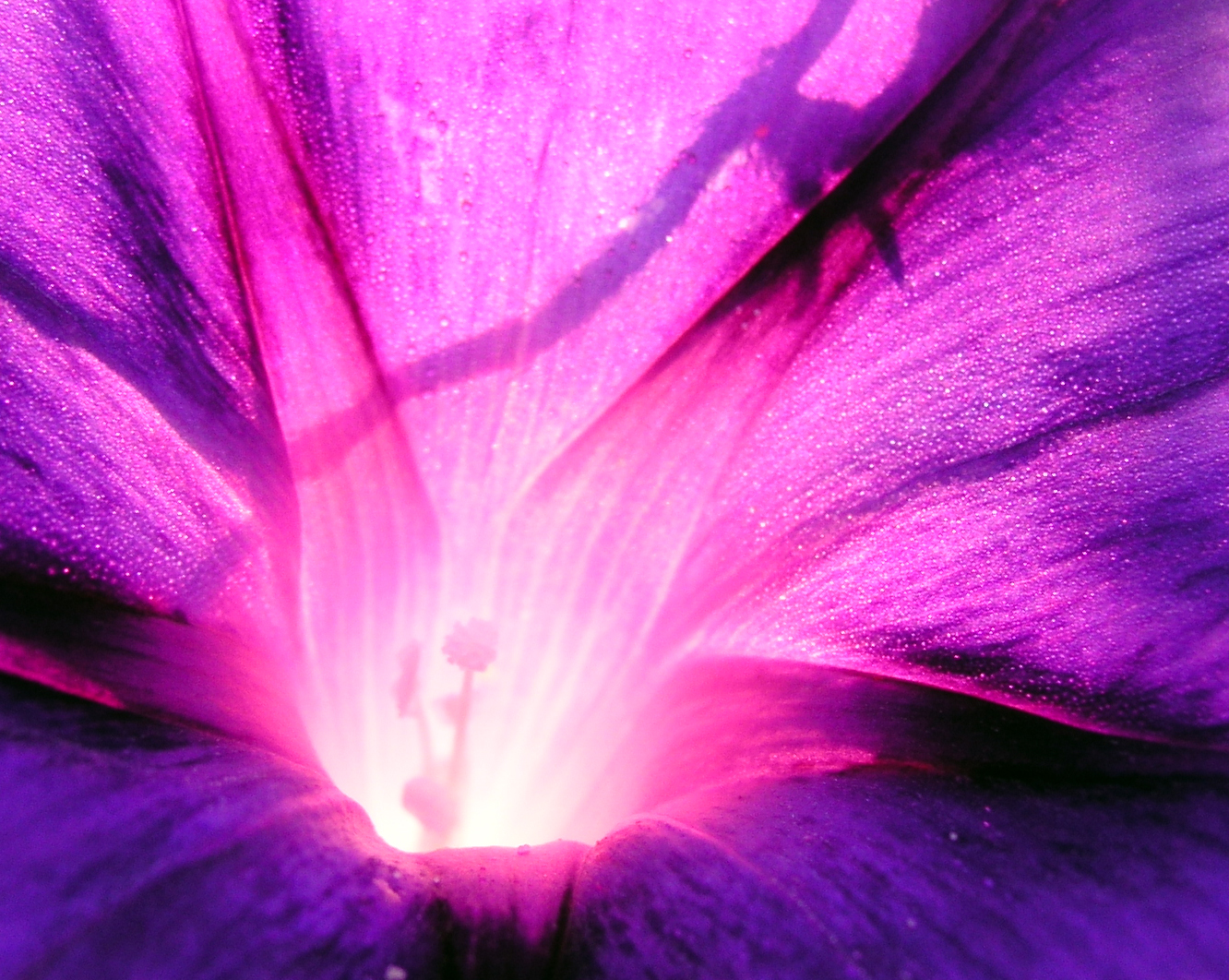
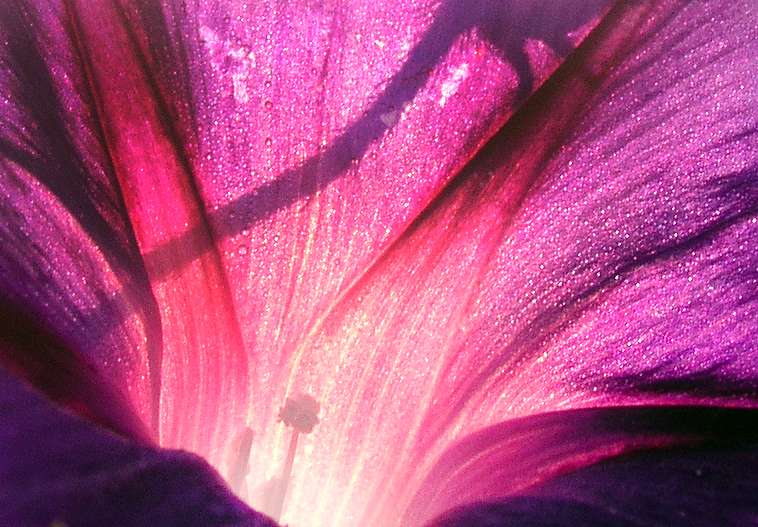
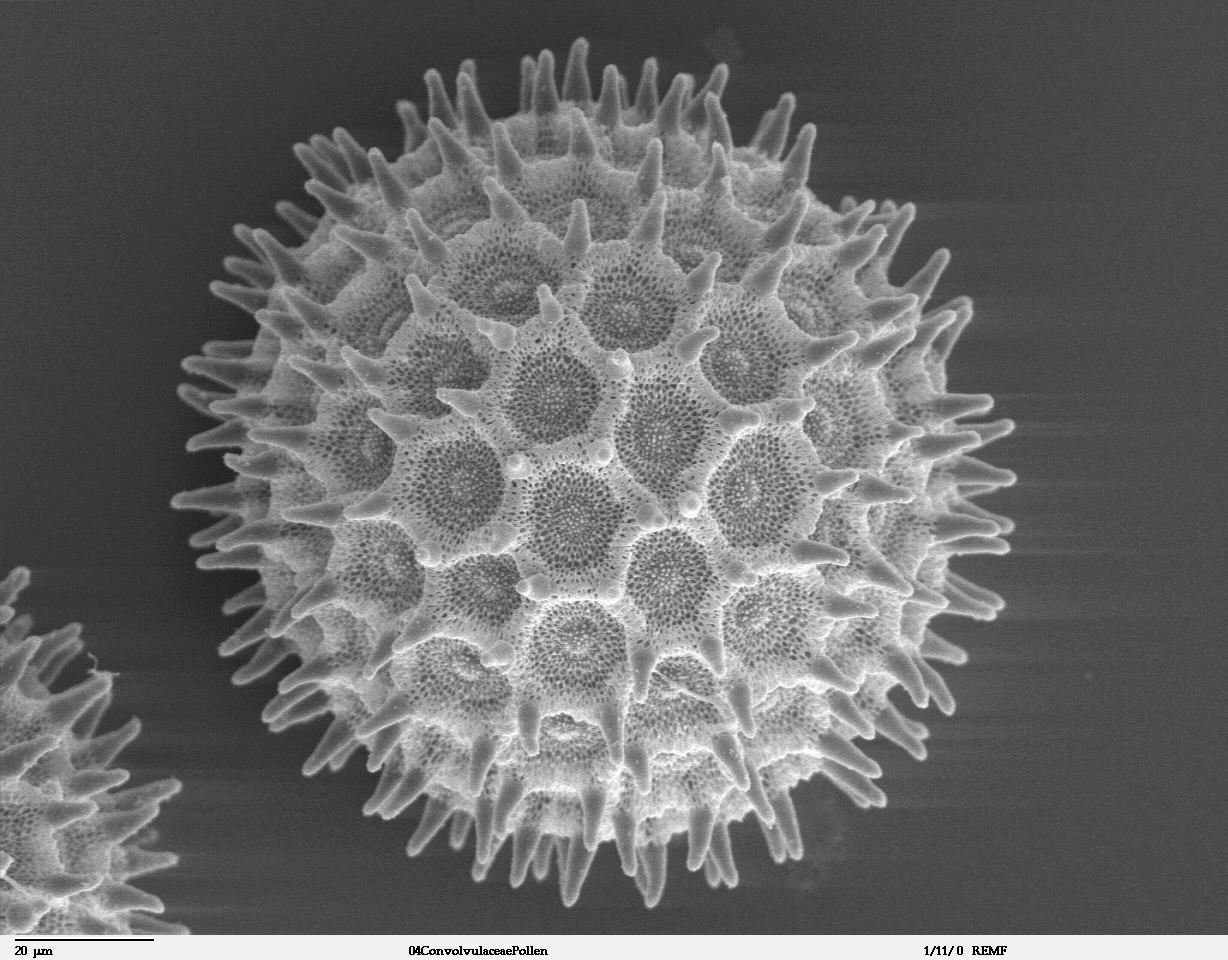